# Abies pinsapo marocana
L'abete del Marocco (Abies pinsapo marocana (Trab.) Emb. & Maire) è una pianta della famiglia delle Pinaceae considerata una sottospecie dell'abete di Spagna (Abies pinsapo).
Specie resistente alla siccità e adatta a giardini e piccoli vasi, l'abete del Marocco è caratterizzato dall'altezza di 50–60 m, foglie opposte, remolate, corteccia bluastra-nera, fiori bianco-gialli che fioriscono nel mese di gennaio, frutti composti da drupa blu-gialla.
Il legno viene utilizzato per realizzare remi e pagaie.